# Cavendish (Familienname)
Cavendish ist ein englischer Familienname.

## Namensträger
- Alfred Cavendish (1859–1943), britischer Brigadegeneral
- Andrew Cavendish, 11. Duke of Devonshire (1920–2004), britischer Politiker
- Anne Cavendish-Bentinck (1916–2008), britische Adlige und Großgrundbesitzerin
- Cecilia Cavendish-Bentinck (1862–1938), britische Aristokratin, Großmutter von Königin Elisabeth II.
- Charles Cavendish (Mathematiker) (1595–1654), britischer Mathematiker und Politiker
- Charles Cavendish (General) (1620–1643), britischer General
- Charles Cavendish (Naturwissenschaftler) (1704–1783), britischer Naturwissenschaftler und Politiker
- Charles Cavendish, 1. Baron Chesham (1793–1863), britischer Politiker
- Charles Cavendish, 3. Baron Chesham (1850–1907), britischer Politiker
- Deborah Cavendish, Duchess of Devonshire (1920–2014), britische Adlige, Unternehmerin und Autorin
- Evelyn Cavendish, Duchess of Devonshire (1870–1960), britische Adlige und Hofdame
- Frederick Cavendish (1836–1882), britischer Politiker
- George Cavendish (1500–1561/62), britischer Höfling und Autor
- George Cavendish-Bentinck (1802–1848), britischer Staatsmann
- Georgiana Cavendish, Duchess of Devonshire (1757–1806), britische Adlige
- Gerald Cavendish Grosvenor, 6. Duke of Westminster (1951–2016), britischer Adliger, siehe Gerald Grosvenor, 6. Duke of Westminster
- Henry Cavendish, 2. Duke of Newcastle (1630–1691), englischer Adliger und Politiker
- Henry Cavendish (Politiker) (1673–1700), englischer Adliger und Politiker
- Henry Cavendish (1731–1810), britischer Naturwissenschaftler
- Henry Cavendish, 3. Baron Waterpark (1793–1863), britischer Adliger und Politiker
- Henry Cavendish, 4. Baron Waterpark (1839–1912), britischer Adliger
- Henry Cavendish, 6. Baron Waterpark (1876–1948), britischer Adliger
- Hugh Cavendish, Baron Cavendish of Furness (* 1941), britischer Politiker und Großgrundbesitzer
- John Cavendish-Scott-Bentinck, 5. Duke of Portland (1800–1879), britischer Peer und Exzentriker
- Kathleen Cavendish (1920–1948), US-amerikanische Schwester von John F. Kennedy
- Lucy Cavendish (1841–1925), englisch-britische Pionierin der Frauenbildung
- Margaret Cavendish, Duchess of Newcastle (1623–1673), englische Adelige und Schriftstellerin
- Mark Cavendish (* 1985), britischer Radrennfahrer
- Mary Cavendish, Duchess of Devonshire (1895–1988), britische Adlige und Hofdame
- Michael Cavendish (ca. 1565–1628), englischer Komponist
- Ruth Cavendish-Bentinck (1867–1953), britische Aristokratin, Suffragette und Sozialistin
- Spencer Cavendish, 8. Duke of Devonshire (1833–1908), britischer Politiker
- Thomas Cavendish (1555–1592), englischer Seefahrer und Entdecker
- Victor Cavendish, 9. Duke of Devonshire (1868–1938), britischer Politiker
- William Cavendish, 1. Earl of Devonshire (1552–1626), englischer Adliger und Politiker
- William Cavendish, 2. Earl of Devonshire (1591–1628), englischer Adliger und Politiker
- William Cavendish, 1. Duke of Newcastle (1592–1676), englischer Adliger, General und Politiker
- William Cavendish, 3. Earl of Devonshire (1617–1684), englischer Adliger und Politiker
- William Cavendish, 1. Duke of Devonshire (1640–1707), englischer Adliger und Politiker
- William Cavendish, 2. Duke of Devonshire (1672–1729), britischer Adliger und Politiker
- William Cavendish, 3. Duke of Devonshire (1698–1755), britischer Adliger und Politiker
- William Cavendish, 4. Duke of Devonshire (1720–1764), britischer Adliger und Politiker
- William Cavendish, 5. Duke of Devonshire (1748–1811), britischer Adliger und Politiker
- William Cavendish, 6. Duke of Devonshire (1790–1858), britischer Adliger und Politiker
- William Cavendish, 7. Duke of Devonshire (1808–1891), britischer Adliger und Politiker
- William Cavendish, Marquess of Hartington (1917–1944), britischer Adliger
- William Cavendish-Bentinck (1774–1839), britischer General und Staatsmann
- William Cavendish-Bentinck, 3. Duke of Portland (1738–1809), britischer Adliger und Politiker
- William Cavendish-Bentinck, 6. Duke of Portland (1857–1943), britischer Adliger und Politiker
- William Cavendish-Bentinck, 7. Duke of Portland (1893–1977), britischer Adliger und Politiker
- Winifred Cavendish-Bentinck, Duchess of Portland (1863–1954), britische Adlige und Hofdame